# Luunja
Luunja (deutsch: Lunia) ist eine Landgemeinde im estnischen Kreis Tartu mit einer Fläche von 134 km². Sie hat 5.851 Einwohner (Stand: 1. Januar 2025).
Neben dem Hauptort Luunja (522 Einwohner am 1. Dezember 2016) gehören zur Landgemeinde die Dörfer Kabina, Kakumetsa, Kavastu, Kikaste, Kõivu, Lohkva, Muri, Pajukurmu, Pilka, Poksi, Põvvatu, Rõõmu, Sava, Savikoja, Sirgu, Sirgumetsa, Sääsekõrva, Sääsküla, Veibri und Viira.

## Söhne und Töchter der Gemeinde
- Gregor von Berg (1765–1838), russischer General der Infanterie
- David Otto Wirkhaus (1837–1912), Komponist, geboren in Lohkva
- Karl Eduard Sööt (1862–1950), Dichter, geboren in Lohkva
- Ernst Hiis (1872–1964), Klavierbauer
- Eduard Sõrmus (1878–1940), Geiger
- Jaan Jaago (1887–1949), Ringer

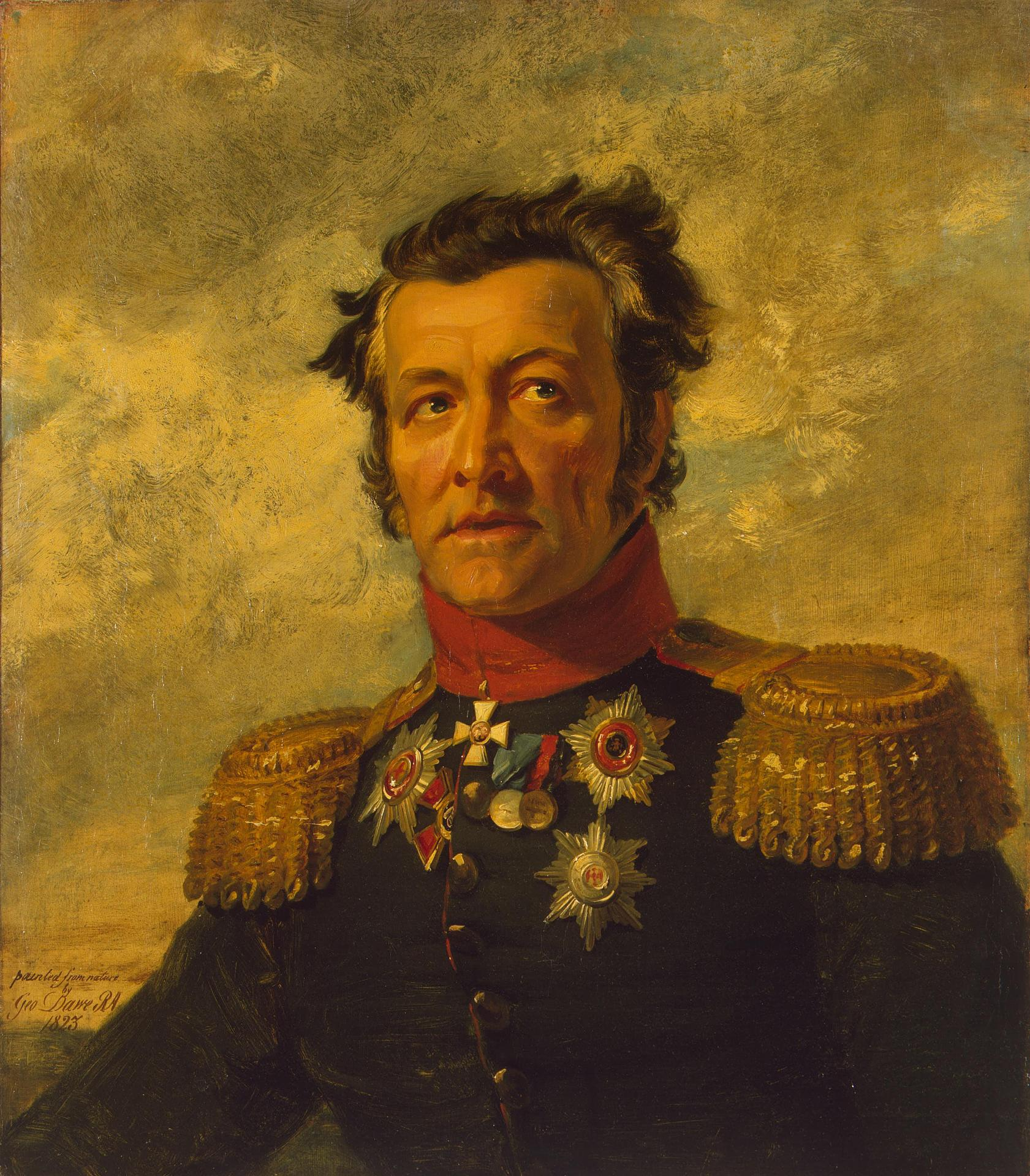
Gregor von Berg
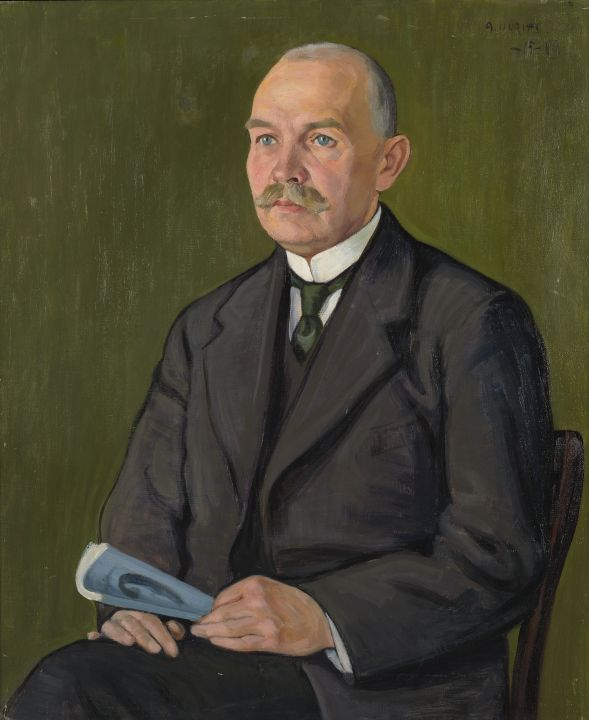
Karl Eduard Sööt
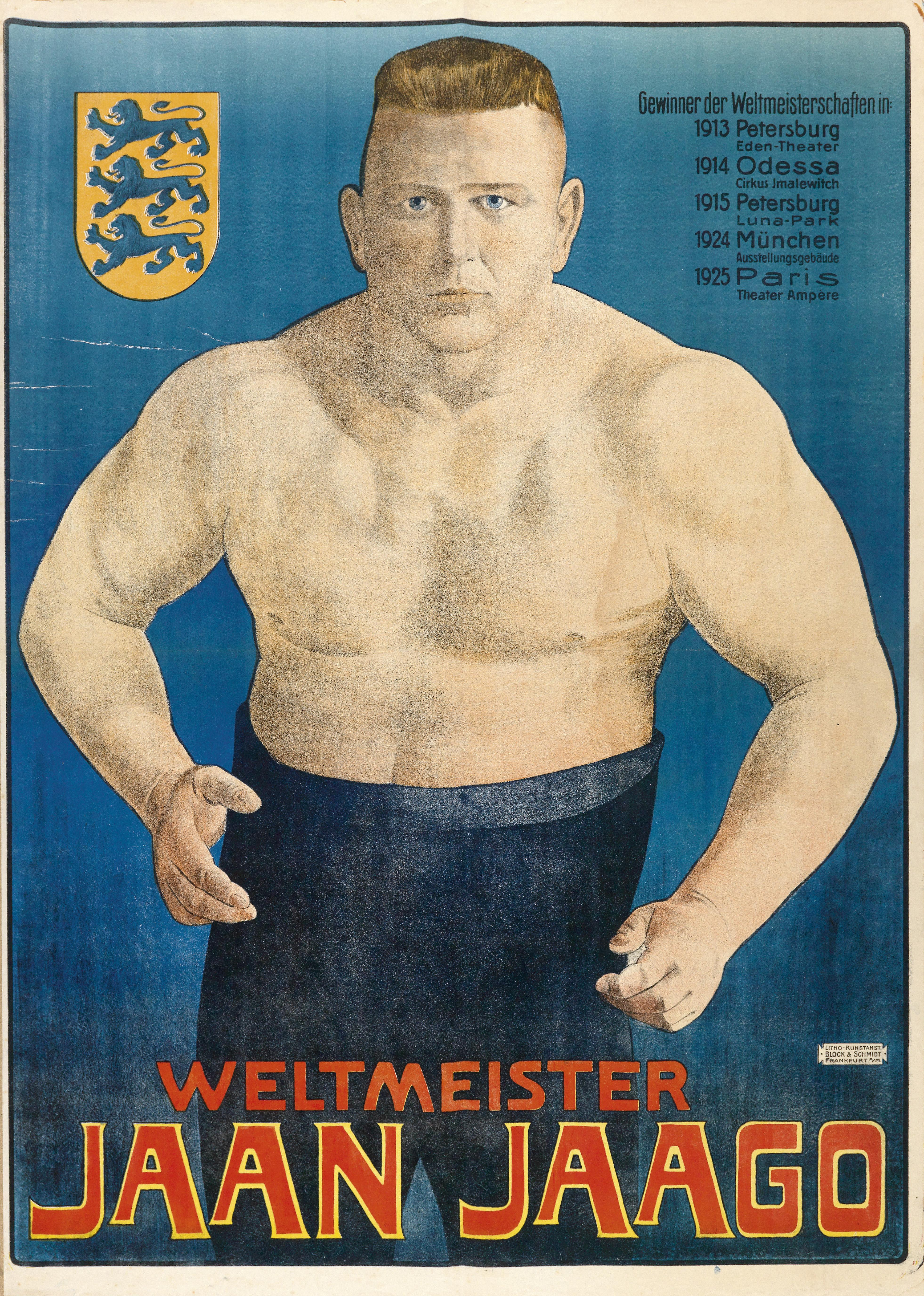
Jaan Jaago